# Jan-Michiel Hessels
Jan-Michiel Hessels (Den Haag, 21 december 1942) is een Nederlands zakenman en bankier. Hessels is sinds 2011 (en met een mandaat tot 2019) voorzitter van de Supervisory Board van Boskalis Westminster, bestuurder van General Atlantic Coöperatief U.A. en MeteoGroup Ltd. en bestuursvoorzitter van de Stichting Preferente Aandelen Philips.
Hij studeerde aan de Rijksuniversiteit Leiden, waar hij in 1966 zijn titel Meester in de Rechten behaalde. Ook studeerde hij aan de London School of Economics en The Wharton School of Finance van de Universiteit van Pennsylvania (1969). 
In de jaren zeventig en tachtig werkte hij voor Akzo. Vanaf 1985 was hij CEO van Deli Universal. Hessels was tussen 1990 en 2000 CEO van Vendex International en Vendex. Hij was voorzitter van de Raad van Commissarissen van SC Johnson Europlant N.V. en van 2000 tot de fusie in 2007 van Euronext, nadien bestuurder van NYSE Euronext. Ook was hij van 2001 tot 2012 lid van de Raad bij Heineken N.V. Bij de Blackstone Group was hij lid van de Raad van Advies. Hij was van 28 september 2008 tot 13 februari 2009 interim-voorzitter van de Fortis Groep. Bij Koninklijke Philips Electronics N.V. was hij jarenlang lid van de Raad van Commissarissen, van 2008-2011 als voorzitter.